# Bound for Glory

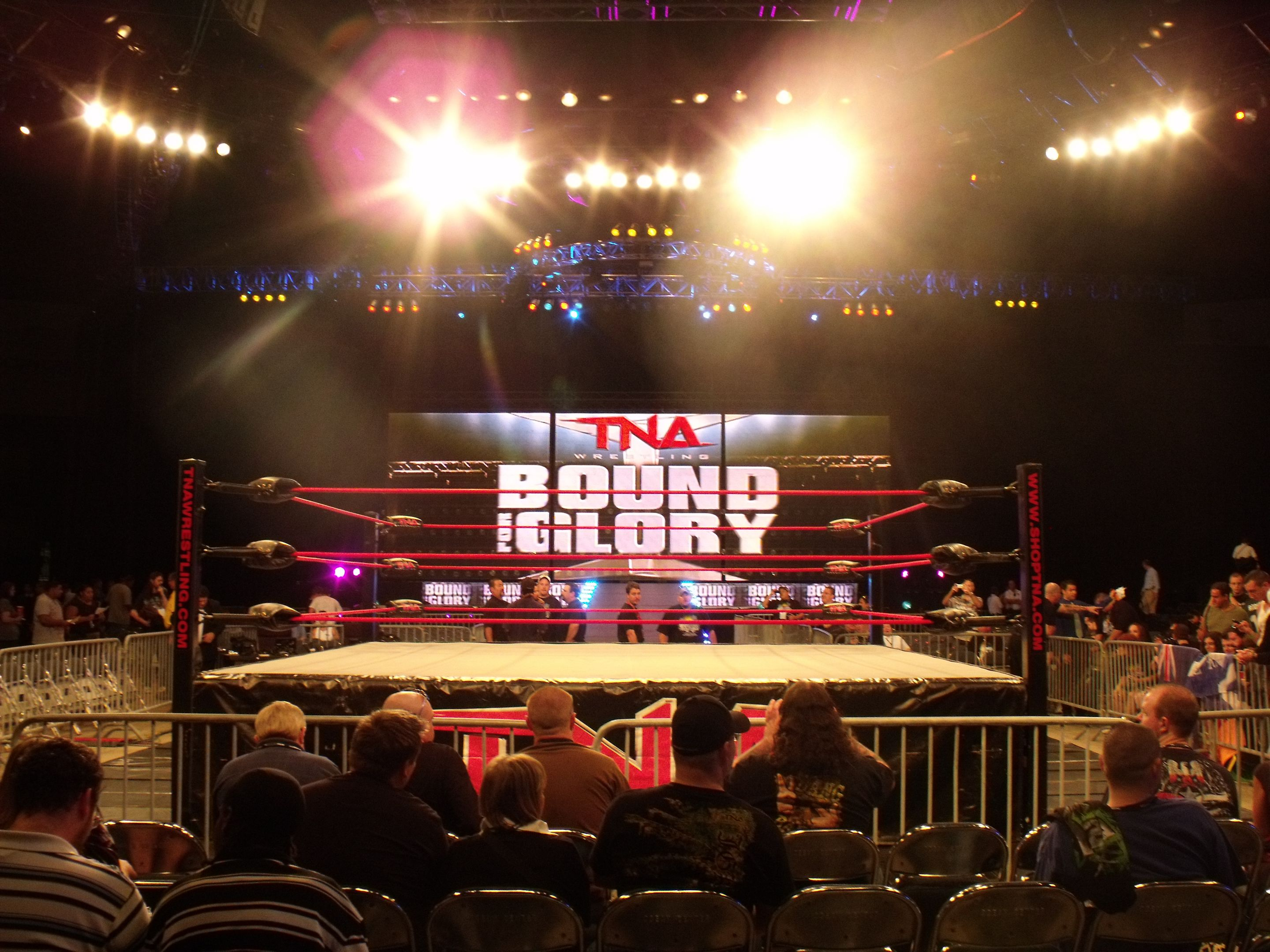
Evento de Bound for Glory de 2010

Bound for Glory es un evento anual de pago por visión de lucha libre profesional producido por Total Nonstop Action Wrestling (anteriormente conocida como Impact Wrestling) desde 2005. Es promocionado como el evento más importante de la compañía, como WrestleMania lo es de la WWE y Wrestle Kingdom lo que es de New Japan Pro Wrestling.

## Historia
- Bound for Glory 2005 fue la primera versión del evento. La lucha estelar fue la de Rhino contra Jeff Jarrett por el Campeonato Mundial Peso Pesado de la NWA con Tito Ortiz como árbitro especial. Originalmente, Kevin Nash debió enfrentarse a Jarrett pero debido a problemas médicos, fue reemplazado por Rhino, quien había ganado un 10-man Gauntlet for the Gold Match para ser retador #1 al título. Además, se destacó la lucha entre A.J. Styles y Christopher Daniels en un 30 Minutes Iron Man Match por el Campeonato de la División X de la TNA, lucha que ganó Styles. Cabe mencionar que Rhino participó en tres luchas durante el mismo evento.
- Bound for Glory 2006 fue la segunda versión de Bound for Glory. Tuvo como evento estelar, la lucha entre Sting contra Jeff Jarrett en un Title vs Career Match por el Campeonato Mundial Peso Pesado de la NWA con Kurt Angle como árbitro especial. Asimismo, se destacaron las luchas entre The Latin American Xchange (Homicide y Hernández) contra A.J. Styles & Christopher Daniels en un Six Sides of Steel Match por el Campeonato Mundial por Parejas de la NWA, de Eric Young contra Larry Zbyszko en un Loser Gets Fired Match y la de Samoa Joe, Brother Runt, Raven y Abyss en un Monster's Ball Match con Jake Roberts como árbitro especial.
- Bound for Glory 2007 fue la tercera versión de Bound for Glory. Se caracterizó por ser el evento donde se inauguró el Campeonato Mundial Femenino de la TNA, título que Gail Kim ganó en un Gauntlet for the Gold Match. Además, la lucha estelar fue entre Sting contra Kurt Angle por el Campeonato Mundial Peso Pesado de la TNA.
- Bound for Glory IV fue la cuarta versión de Bound for Glory. se caracterizó por el debut de Mick Foley en TNA. al fungir como árbitro especial. en la lucha entre Jeff Jarrett y Kurt Angle. La lucha estelar fue entre Sting y Samoa Joe por el Campeonato Mundial Peso Pesado de la TNA. Además, se destacó la lucha entre Beer Money, Inc. (James Storm & Robert Roode), The Latin American Xchange (Homicide & Hernández), Abyss & Matt Morgan y Team 3D (Brother Ray & Brother Devon) en un Monster's Brawl Match con Steve McMichael como árbitro especial por el Campeonato Mundial en Parejas de la TNA.
- Bound for Glory 2009 fue la quinta versión de Bound for Glory. La lucha estelar fue entre A.J. Styles contra Sting por el Campeonato Mundial Peso Pesado de la TNA. Se destacó la lucha entre The British Invasión (Brutus Magnus & Doug Williams) y Team 3D (Brother Ray & Brother Devon) contra The Main Event Mafia (Booker T & Scott Steiner) y a Beer Money, Inc. (James Storm & Robert Roode) en un Full Metal Mayhem Match por el Campeonato Mundial en Parejas de la TNA y el Campeonato Mundial en Parejas IWGP.
- Bound for Glory 2010 fue la sexta versión de Bound for Glory. La lucha estelar fue entre Jeff Hardy vs. Mr Anderson vs. Kurt Angle por el vacante Campeonato Mundial Peso Pesado de la TNA. Asimismo, se destaca la lucha entre EV 2.0 (Tommy Dreamer, Rhino, Sabu, Raven & Stevie Richards) (con Mick Foley) contra Fortune (A.J. Styles, Robert Roode, Matt Morgan, James Storm & Kazarian) (con Ric Flair) en un Lethal Lockdown Match.
- Bound for Glory 2011 fue la séptima versión de Bound for Glory. El evento contó con la lucha estelar entre Kurt Angle contra Bobby Roode por el Campeonato Mundial Peso Pesado de la TNA. Se destacan las luchas de Winter (c) vs. Velvet Sky vs. Mickie James vs. Madison Rayne por el Campeonato de Knockouts de la TNA, con Karen Jarrett como árbitro especial, la de A.J. Styles vs. Christopher Daniels en un "I Quit" Match, y la de Sting vs. Hulk Hogan.
- Bound for Glory 2012 fue la octava versión de Bound for Glory. La lucha estelar fue la de Austin Aries (c) contra Jeff Hardy por el Campeonato Mundial Peso Pesado de la TNA. El evento contó con luchas titulares de las que se destaca la de Tara vs. Miss Tessmacher (c) por el Campeonato de Knockouts de la TNA, y la de Chavo Guerrero & Hernández vs. The World Tag Team Champions of the World (c) (Christopher Daniels & Kazarian) vs. A.J. Styles & Kurt Angle por el Campeonato Mundial en Parejas de la TNA. Dentro de las luchas de rivalidades, se destacó la de James Storm contra Bobby Roode en un Street Fight Match, con King Mo como árbitro especial invitado; y la de Sting & Bully Ray vs. Aces & Eights (D.O.C. & Mike Knox) en un No Disqualification Match.
- Bound for Glory 2013 fue la novena versión de Bound for Glory. La lucha estelar estuvo por parte de Bully Ray contra A.J. Styles en un No Disqualification Match por el Campeonato Mundial Peso Pesado de la TNA. También se destaca la lucha entre Gail Kim vs. ODB (c) vs. Brooke por el Campeonato Femenino de la TNA. y la de Chris Sabin vs. Manik (c) vs. Samoa Joe vs. Jeff Hardy vs. Austin Aries en un Ultimate X Match por el Campeonato de la División X de la TNA.
- Bound for Glory 2014 fue la décima versión de Bound for Glory. Tal evento fue presentado entre TNA y WRESTLE-1, llevándose a cabo en Japón. Esta fue la primera vez en Bound for Glory que la lucha titular no era por el Campeonato Mundial Peso Pesado de la TNA., siendo esta entre The Great Muta y Tajiri contra James Storm y The Great Sanada. Además, la otra lucha de mayor relevancia fue la de Team 3D (Bully Ray & Devon) vs. Abyss & Tommy Dreamer., lucha que marcó el retiro de Team 3D en TNA.
- Bound for Glory 2015 fue la undécima versión de Bound for Glory. El evento tuvo como lucha estelar, la de Matt Hardy vs. Ethan Carter III vs. Drew Galloway, con Jeff Hardy como árbitro especial invitado por el Campeonato Mundial Peso Pesado de TNA. Además contó con la lucha entre Kurt Angle vs. Eric Young en un No Disqualification Match, la cual sería la última lucha de Angle, quien se retiraría de TNA. Se incluyó la aparición y posterior debut de Gregory Shane Helms en TNA.
- Bound for Glory 2016 fue la duodécima versión de Bound for Glory. El evento fue estelarizado por Lashley (c) vs. Ethan Carter III en un No Holds Barred Match por el Campeonato Mundial Peso Pesado de TNA. Seguido está por la lucha entre The Broken Hardys (Matt Hardy & Brother Nero) (con Rebecca Hardy) vs. Decay (Abyss & Crazzy Steve) (con Rosemary) en un Great War Match por el Campeonato Mundial en Parejas de TNA la lucha entre Aron Rex vs. Eddie Edwards por el inaugural Gran Campeonato de Impact.
- Bound for Glory 2017 fue la decimotercera versión de Bound for Glory. El evento mantuvo su nombre a pesar de que TNA había sido adquirida por Anthem Sports & Entertainment, cambiando de nombre a Impact Wrestling. Además, las instalaciones de TNA fueron trasladadas a Canadá, por lo que fue el segundo evento en realizarse fuera de Estados Unidos. La lucha estelar vino de parte de Eli Drake (c) vs. Johnny Impact por el Campeonato Global de Impact (antes conocido como Campeonato Mundial Peso Pesado de TNA). Asimismo, tuvo otras luchas como la de Sienna (c) vs. Gail Kim vs. Allie por el Campeonato de Knockouts de Impact , siendo esta la última lucha de Kim antes de su posterior retiro; y la de Lashley y King Mo vs. Moose y Stephan Bonnar en un Six Sides of Steel Match.
- Bound for Glory 2018 fue la decimocuarta versión de Bound for Glory. La lucha estelar vino de parte de Austin Aries (c) vs. Johnny Impact por el Campeonato Mundial de Impact (antes conocido como Campeonato Mundial Peso Pesado de TNA). Contó con otras luchas de alta relevancia como de The Latin American Xchange (Konnan, Ortiz & Santana) vs. The OGz (King, Hernández & Homicide).
- Bound for Glory 2019 fue la decimoquinta versión de Bound for Glory. El evento tuvo como lucha estelar la de Brian Cage (c) vs. Sami Callihan en un No Disqualification Match por el Campeonato Mundial de Impact. Además, tuvo otras luchas importantes como la de Jake Crist (c) vs. Ace Austin, Acey Romero, Tessa Blanchard y Daga en un Ladder Match por el Campeonato de la División X de Impact y el primer Call Your Shot Gauntlet Match.
- Bound for Glory 2020 fue la decimoquinta versión de Bound for Glory. La lucha estelar vino de parte de Eric Young (c) vs. Rich Swann por el Campeonato Mundial de Impact. También estuvo algunas como la de Deonna Purrazzo (c) vs. Su Yung por el Campeonato de Knockouts de Impact; y la de The Motor City Machine Guns (Alex Shelley & Chris Sabin) (c) vs. The North (Ethan Page & Josh Alexander), The Good Brothers (Doc Gallows & Karl Anderson) y Ace Austin & Madman Fulton por el Campeonato Mundial en Parejas de Impact. Además, se destacó el regreso de EC3 a Impact Wrestling y el anuncio de la reactivación del Campeonato Knockouts en Parejas de Impact.
- Bound for Glory 2021 fue la decimosexta versión de Bound for Glory. La lucha estelar se presentó con Christian Cage (c) vs. Josh Alexander por el Campeonato Mundial de Impact. También se presentaron algunas luchas como la de Mickie James vs. Deonna Purrazzo (c) por el Campeonato Knockouts de Impact; y la de The Good Brothers (Doc Gallows & Karl Anderson) (c) vs. FinJuice (David Finlay & Juice Robinson) vs. Bullet Club (Chris Bey & Hikuleo) por el Campeonato Mundial en Parejas de Impact. Asimismo, se destacó el debut de The IInspiration (Cassie Lee & Jessie McKay) y la victoria de Moose en el Call Your Shot Gauntlet Match.
- Bound for Glory 2022 fue la decimoséptima versión de Bound for Glory. La lucha estelar estuvo a cargo de Josh Alexander (c) vs. Eddie Edwards por el Campeonato Mundial de Impact. También se presentaron algunas luchas como la de Frankie Kazarian (c) vs. Mike Bailey por el Campeonato de la División X de Impact, y la victoria de Bully Ray en el Call Your Shot Gauntlet Match.

## Fechas y lugares de Bound for Glory
| Evento               | Fecha                  | Estadio                     | Lugar                         | Evento principal |
| -------------------- | ---------------------- | --------------------------- | ----------------------------- | --- |
| Bound for Glory 2005 | 23 de octubre de 2005  | Orlando, Florida            | Impact Zone                   | Jeff Jarrett (c) vs. Rhino por el Campeonato Mundial Peso Pesado de la NWA (con Tito Ortiz como árbitro especial).                              |
| Bound for Glory 2006 | 22 de octubre de 2006  | Plymouth Township, Míchigan | Compuware Arena               | Jeff Jarrett (c) vs. Sting en un Title vs. Career Match por el Campeonato Mundial Peso Pesado de la NWA (con Kurt Angle como árbitro especial). |
| Bound for Glory 2007 | 14 de octubre de 2007  | Duluth, Georgia             | Arena at Gwinnett Center      | Kurt Angle (c) vs Sting por el Campeonato Mundial Peso Pesado de la TNA.                                                                        |
| Bound for Glory IV   | 12 de octubre de 2008  | Hoffman Estates, Illinois   | Sears Centre                  | Samoa Joe (c) vs. Sting por el Campeonato Mundial Peso Pesado de la TNA.                                                                        |
| Bound for Glory 2009 | 18 de octubre de 2009  | Los Ángeles, California     | Bren Events Center            | A.J. Styles (c) vs. Sting por el Campeonato Mundial Peso Pesado de la TNA.                                                                      |
| Bound for Glory 2010 | 10 de octubre de 2010  | Daytona Beach, Florida      | Ocean Center                  | Jeff Hardy vs. Mr Anderson vs. Kurt Angle por el Campeonato Mundial Peso Pesado de la TNA.                                                      |
| Bound for Glory 2011 | 16 de octubre de 2011  | Filadelfia, Pensilvania     | Liacouras Center              | Kurt Angle (c) vs. Bobby Roode por el Campeonato Mundial Peso Pesado de la TNA.                                                                 |
| Bound for Glory 2012 | 14 de octubre de 2012  | Phoenix, Arizona            | Grand Canyon University Arena | Austin Aries (c) vs. Jeff Hardy por el Campeonato Mundial Peso Pesado de la TNA.                                                                |
| Bound for Glory 2013 | 20 de octubre de 2013  | San Diego, California       | Viejas Arena.                 | Bully Ray (c) vs. A.J Styles por el Campeonato Mundial Peso Pesado de la TNA.                                                                   |
| Bound for Glory 2014 | 12 de octubre de 2014  | Tokio, Japón                | Korakuen Hall.                | The Great Muta y Tajiri vs James Storm y The Great Sanada.                                                                                      |
| Bound for Glory 2015 | 4 de octubre de 2015   | Concord, North Carolina     | Cabarrus Arena                | Ethan Carter III (c) vs. Matt Hardy vs. Drew Galloway por el Campeonato Mundial Peso Pesado de la TNA (con Jeff Hardy como árbitro especial).   |
| Bound for Glory 2016 | 2 de octubre de 2016   | Orlando, Florida            | Impact Zone                   | Lashley (c) vs. Ethan Carter III por el Campeonato Mundial Peso Pesado de TNA.                                                                  |
| Bound for Glory 2017 | 5 de noviembre de 2017 | Ottawa, Canadá              | Aberdeen Pavilion             | Eli Drake (c) vs. Johnny Impact por el Campeonato Global de Impact.                                                                             |
| Bound for Glory 2018 | 14 de octubre de 2018  | Nueva York                  | Melrose Ballroom              | Austin Aries (c) vs. Johnny Impact por el Campeonato Mundial de Impact.                                                                         |
| Bound for Glory 2019 | 20 de octubre de 2019  | Chicago, Illinois           | Odeum Expo Center             | Brian Cage (c) vs Sami Callihan por el Campeonato Mundial de Impact.                                                                            |
| Bound for Glory 2020 | 24 de octubre de 2020  | Nashville, Tennessee        | Skyway Studios                | Eric Young (c) vs. Rich Swann por el Campeonato Mundial de Impact.                                                                              |
| Bound for Glory 2021 | 23 de octubre de 2021  | Sunrise Manor, Nevada       | Sam's Town Live               | Christian Cage (c) vs. Josh Alexander por el Campeonato Mundial de Impact.                                                                      |
| Bound for Glory 2022 | 7 de octubre de 2022   | Albany, New York            | Albany Armony                 | Josh Alexander (c) vs. Eddie Edwards por el Campeonato Mundial de Impact                                                                        |
| Bound for Glory 2023 | 21 de octubre de 2023  | Cicero, Illinois            | Estadio Cicero                | Alex Shelley (c) Josh Alexander por el Campeonato Mundial de Impact                                                                             |
| Bound for Glory 2024 | 26 de octubre de 2024  | Detroit, Michigan           | Wayne State Fieldhouse        | Brian Myers & Eddie Edwards (c) vs. Ace Austin & Chris Bey vs. Jeff Hardy & Matt Hardy por el Campeonato Mundial en Parejas de TNA              |
| Bound for Glory 2025 | 12 de octubre de 2025  | Lowell, Massachusetts       | Tsongas Center                | |

1. ↑  Inicialmente, Kevin Nash debió enfrentarse a Jarrett pero debido a problemas médicos, fue reemplazado por el ganador de un 10-man Gauntlet for the Gold Match, lucha que ganó Rhino.
2. 1 2  Antes conocido como Campeonato Mundial Peso Pesado de la TNA

## Participaciones especiales
- En la primera versión, se contó con la participación del peleador de artes marciales mixtas de la UFC Tito Ortiz para ser el árbitro especial de la lucha entre Rhino contra Jeff Jarrett.
- En la segunda versión, el exluchador profesional Jake "The Snake" Roberts participó como árbitro especial. en la lucha entre Samoa Joe, Brother Runt, Raven y Abyss.
- En la cuarta versión, el exjugador de fútbol americano Steve McMichael estuvo como árbitro especial en la lucha por el Campeonato Mundial en Parejas de la TNA entre Beer Money, Inc. (James Storm & Robert Roode) vs. The Latin American Xchange (Homicide & Hernández) vs. Abyss & Matt Morgan vs. Team 3D (Brother Ray & Brother Devon).
- En la octava versión, el peleador de artes marciales mixtas de la Bellator MMA King Mo fue el enforcer especial invitado en la lucha entre James Storm contra Bobby Roode.
- En la decimotercera versión, el peleador de artes marciales mixtas de la UFC Stephan Bonnar formó equipo con Moose para enfrentarse a Lashley y King Mo.

## Estadísticas

### Eventos
- Bound for Glory fue el evento donde el Campeonato Mundial de Knockouts de TNA, el Gran Campeonato de Impact, y el Campeonato de Medios Digitales de TNA fueron inaugurados como títulos oficiales. Además, en dicho evento, se dio origen al tradicional Call Your Shot Gauntlet Match desde 2019.
- En Bound for Glory 2017, Kim logró el récord de ser la campeona con más reinados, siendo 7 veces.
- En Bound for Glory 2019, se realizó el Call Your Shot Gauntlet Match, cuyo primer ganador fue Eddie Edwards.
- En Bound for Glory 2020 fue el evento con menor número de asistentes con un total de 0 personas eso sin contar al equipo de producción presente, debido al COVID-19.

### Luchadores
- Abyss es el luchador con más apariciones en Bound for Glory con 12 apariciones, 11 como Abyss y una como Joseph Park. Le sigue Samoa Joe con 10; James Storm, A.J. Styles y Bobby Roode con 9; Sting, Kurt Angle y Brother Ray/Bully Ray con 8, Eddie Edwards con 6 y Moose con 5.
- Sting es el luchador que más veces ha luchado en el evento estelar de Bound for Glory con cuatro luchas de forma consecutiva, todas ellas por el Campeonato Mundial Peso Pesado, desde 2006 hasta 2009. Le sigue Josh Alexander con tres estelares consecutivos desde 2021 hasta 2023. Posteriormente Johnny Impact, Ethan Carter III y Jeff Jarrett con dos luchas, cada uno de forma consecutiva respectivamente; Jeff Hardy, Austin Aries y Kurt Angle con dos cada uno pero discontinuas.
- Samoa Joe es el luchador con más apariciones consecutivas en Bound for Glory con 10 desde 2005 hasta 2014. Le sigue A.J. Styles con 9 desde 2005 hasta 2013, Sting con 8 desde 2006 hasta 2013, y Eddie Edwards con 7 desde 2015 hasta 2024.
- Gail Kim es la luchadora con más apariciones en Bound for Glory con 5 apariciones, todas ellas por el Campeonato de Knockouts, en 2007, 2013, 2015 hasta 2017. Le siguen Taya Valkyrie con tres consecutivas desde 2018 hasta 2020 y en 2022, Awesome Kong con cuatro apariciones desde 2007 hasta 2009 y 2015, ODB con tres consecutivas desde 2007 hasta 2009, y Tara con tres en 2009, 2010 y 2012.
- Tessa Blanchard y Jordynne Grace son las únicas luchadoras que participaron en una lucha por un título masculino dentro del evento, ambas por el Campeonato de la División X. Asimismo, Grace fue la primera luchadora en ganar el Call Your Shot Gauntlet Match.

### Luchas
- El Monster's Ball Match es el tipo de lucha que más apariciones tuvo en Bound for Glory con 8 veces. Abyss participó en 6 ocasiones, mientras que PCO, Rhino y Raven tienen dos.
- El Call Your Shot Gauntlet Match es la única lucha tradicional que se realiza cada año, desde 2019 hasta la actualidad.